# چارچوب ذهنی

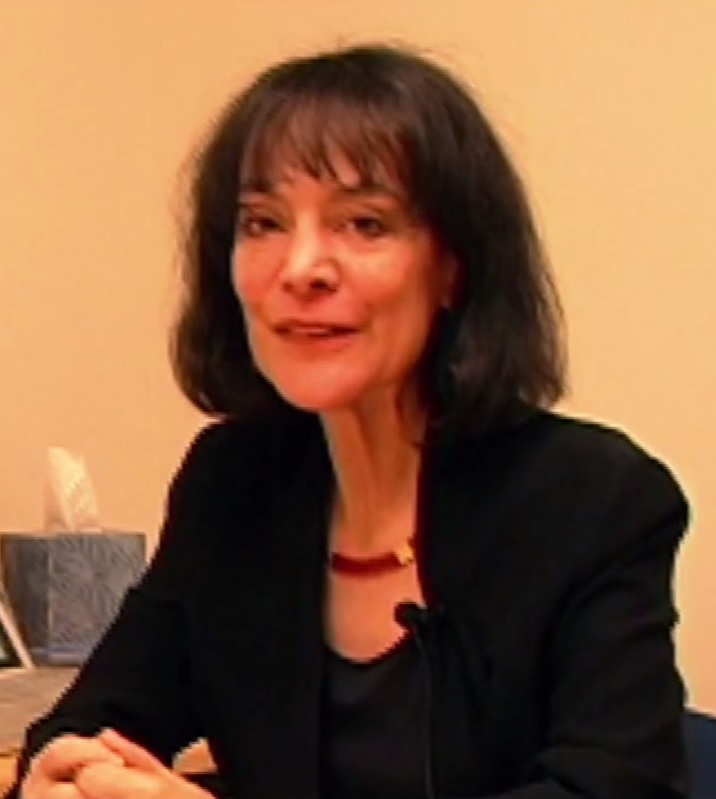
استاد فیوزولوژی استانفورد

در نظریه تصمیم و نظریه سامانه‌ها، چارچوب ذهنی (انگلیسی: Mindset) مجموعه‌ای است از محفوظات، روش‌ها، یا نکته‌هایی که فرد، گروه، یا گروه‌هایی آن به آن‌ها باور دارند.
چارچوب ذهنی را می‌توان تابع جهان‌بینی یا فلسفه حیات فرد دانست.
چارچوب فکری می‌تواند آنقدر بنیادین باشد که انگیزه‌ای قدرتمند برای رفتارها، انتخاب‌ها، یا ابزار باشد. این پدیده گاه با عبارت «اینرسی ذهنی» و گروه‌زدگی شناخته می‌شود و خنثی کردن اثر آن در فرایندهای تحلیلی و تصمیمی دشوار است.
در روانشناسی شناختی، چارچوب فکری نمایانگر فرایندهای شناختی است که در پاسخ به وظیفه‌ای مفروض فعال می‌شوند.